# Käerjeng
Käerjeng ist eine Gemeinde im Großherzogtum Luxemburg und gehört zum Kanton Capellen. Sie entstand am 1. Januar 2012 durch Fusion der Gemeinden Niederkerschen und Küntzig. Das entsprechende Gesetz verfügte in seinem ersten Artikel: "Les communes de Bascharage et de Clemency sont fusionnées
en une nouvelle commune dont la dénomination est «Käerjeng»", somit ist der Name «Käerjeng» in allen Sprachen der gleiche.

## Geographie
Die Gemeinde Käerjeng liegt im Südwesten Luxemburgs im Kanton Capellen.
Die Nachbargemeinden sind:
- im Norden: Grass (Ortschaft der Gemeinde Steinfort) und Garnich
- im Osten: Dippach und Sassenheim
- im Süden: Differdingen und Petingen
- im Westen (Belgien): Aubange, Messancy und Arel

## Zusammensetzung der Gemeinde
Die Gemeinde besteht aus den Ortschaften:
| - ehemalige Gemeinde Niederkerschen: - Niederkerschen (frz.: Bascharage) - Oberkerschen (frz.: Hautcharage) - Linger (lux.: Lénger) - Bommert - Am Schack | - ehemalige Gemeinde Küntzig: - Küntzig (lux.: Kënzeg, frz.: Clemency) - Fingig (lux.: Féngeg) - Neudrisch (lux.: Neidréisch) - Schockmühle - Nachtbann |

Die Gemeinde ist Mitglied in folgenden Kommunalverbänden: Minett-Kompost, Pro-Sud, SES, SIACH, SICEC, SICONA-OUEST, SIDOR, SICI, SICOR, SYVICOL und TICE.

## Geschichte
Am 9. August 2019 deckte ein Tornado zahlreiche Dächer in der Gemeinde sowie im benachbarten Petingen ab. Es gab Verletzte.

## Politik
Die Gemeinde Käerjeng wird von einer Koalition aus der christlich-konservativen CSV und der sozialistischen LSAP regiert.
Bei den Gemeindewahlen traten sechs Parteilisten zur Wahl an, wovon alle sechs den Einzug in den Gemeinderat schafften.
| Partei                                             | Sitze: 15 | Stimmenanteil | Stimmenanteil |
| -------------------------------------------------- | --------- | ------------- | --- |
| Chrëschtlech-Sozial Vollekspartei (CSV)            | 7         | 37,02 %       | Gemeinderatswahl Käerjeng 2023 %50403020100 37,02 % (−3,35 %p)26,38 % (−5,58 %p)10,18 % (+1,09 %p)10,11 % (−3,67 %p)8,24 %8,08 % (+3,28 %p) CSVLSAPDPGréngPirateADR20182023 |
| Lëtzebeurger Sozialistesch Aarbechterpartei (LSAP) | 4         | 26,38 %       | Gemeinderatswahl Käerjeng 2023 %50403020100 37,02 % (−3,35 %p)26,38 % (−5,58 %p)10,18 % (+1,09 %p)10,11 % (−3,67 %p)8,24 %8,08 % (+3,28 %p) CSVLSAPDPGréngPirateADR20182023 |
| Demokratesch Partei (DP)                           | 1         | 10,18 %       | Gemeinderatswahl Käerjeng 2023 %50403020100 37,02 % (−3,35 %p)26,38 % (−5,58 %p)10,18 % (+1,09 %p)10,11 % (−3,67 %p)8,24 %8,08 % (+3,28 %p) CSVLSAPDPGréngPirateADR20182023 |
| Déi Gréng                                          | 1         | 10,11 %       | Gemeinderatswahl Käerjeng 2023 %50403020100 37,02 % (−3,35 %p)26,38 % (−5,58 %p)10,18 % (+1,09 %p)10,11 % (−3,67 %p)8,24 %8,08 % (+3,28 %p) CSVLSAPDPGréngPirateADR20182023 |
| Piratepartei                                       | 1         | 8,24 %        | Gemeinderatswahl Käerjeng 2023 %50403020100 37,02 % (−3,35 %p)26,38 % (−5,58 %p)10,18 % (+1,09 %p)10,11 % (−3,67 %p)8,24 %8,08 % (+3,28 %p) CSVLSAPDPGréngPirateADR20182023 |
| Alternativ Demokratesch Reformpartei (ADR)         | 1         | 8,08 %        | Gemeinderatswahl Käerjeng 2023 %50403020100 37,02 % (−3,35 %p)26,38 % (−5,58 %p)10,18 % (+1,09 %p)10,11 % (−3,67 %p)8,24 %8,08 % (+3,28 %p) CSVLSAPDPGréngPirateADR20182023 |

## Sehenswürdigkeiten

### Kirchen
- Die Kirche in Niederkerschen wurde zwischen 1978 und 1982 erbaut und am 23. Mai 1982 geweiht. Sie ist die momentan modernste Kirche Luxemburgs
- In Oberkerschen steht eine Kirche, die 1740 erbaut wurde. Die Einrichtung, zu der auch drei historisch wertvolle Altäre gehören, stammt aus dem Barock.
- Die Kirche in Linger wurde 1863 im neoromanischen Stil errichtet.
- Die Küntziger Kirche wurde 1726 erbaut. In Küntzig gibt es neben dieser Kirche auch die Sankt-Maximin-Kapelle, die aus dem 18. Jahrhundert stammt und sich in der Bahnhofsstraße (Rue de le Gare) befindet. Links neben dem Eingang der Kapelle steht die Wëll Lann, eine Linde, deren Alter auf etwa 500 Jahre geschätzt und im Jahr 2000 eine Größe von 6,93 m erreicht hatte. Am 25. Juli 2006 wurde die Linde durch ein schlimmes Unwetter so stark beschädigt, dass die beiden Haupt-Äste aus Sicherheitsgründen entfernt werden mussten.
- Die Kirche in Fingig wurde zwischen 1864 und 1866 erbaut und 2003 umfassend renoviert.

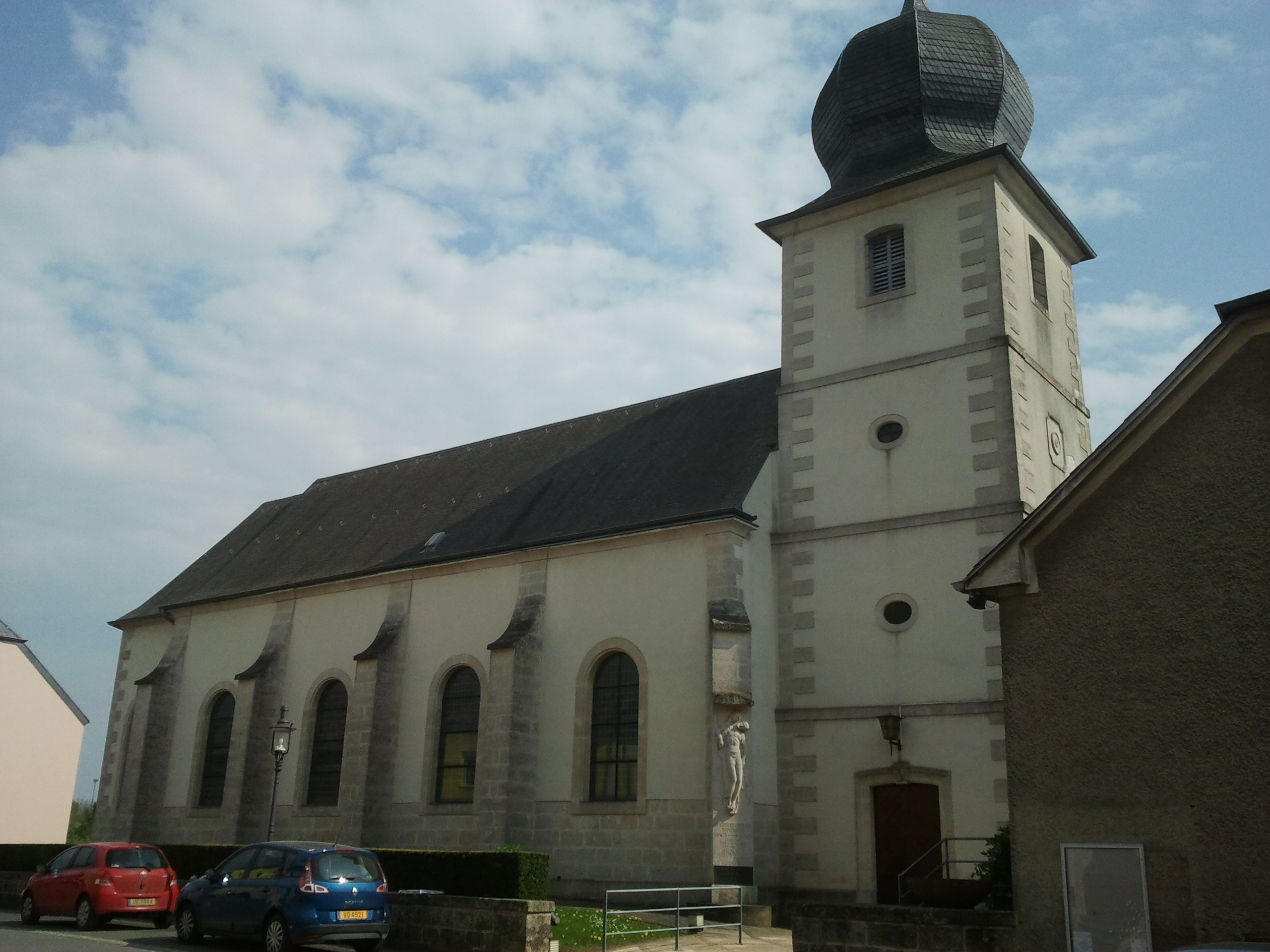
Kirche von Oberkerschen
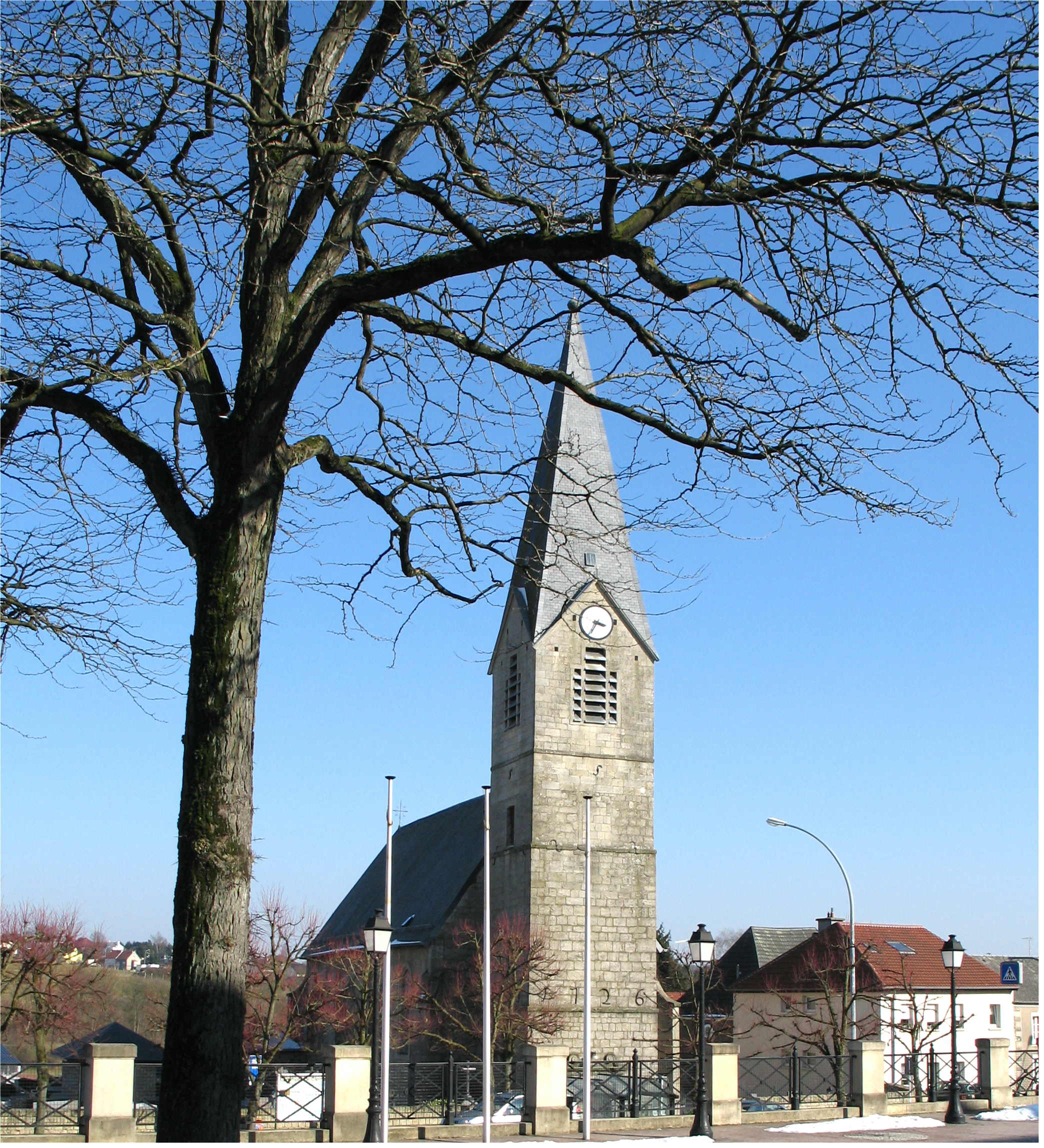
Kirche von Küntzig
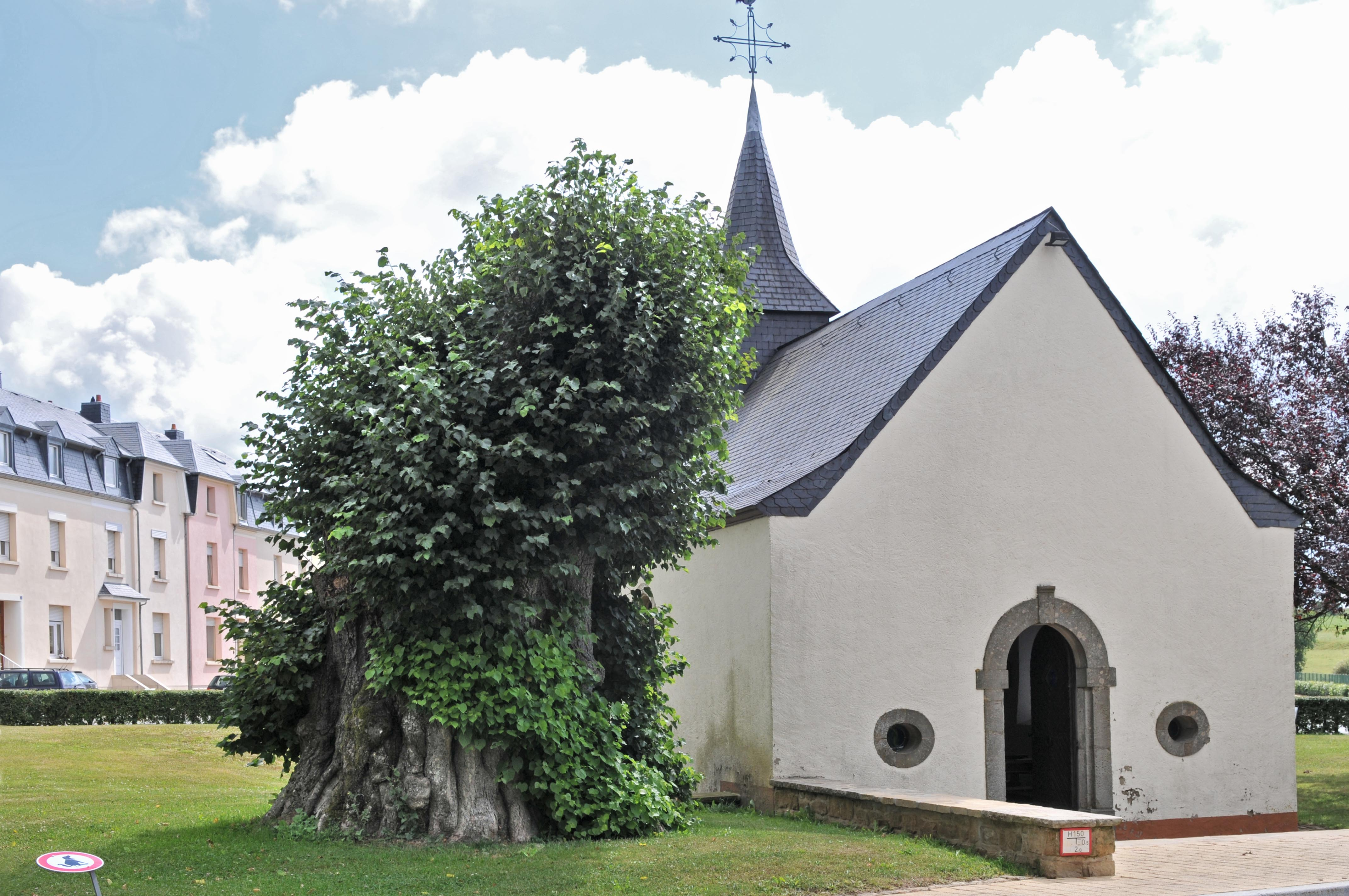
Sankt-Maximin-Kapelle neben der Wëller Lann